# Tuva Novotny
Tuva Moa Matilda Karolina Novotny Hedström, más conocida como Tuva Novotny, es una actriz sueca conocida por haber interpretado a Nora Strandberg en la serie Skilda världar, a Eva Holstad en la serie Dag y a Puck Ekstedt en las películas de Crimes of Passion.

## Biografía
Es hija del actor y escritor David Novotný y de la actriz Barbro Hedström, y tiene cinco hermanos.
Habla con fluidez sueco, danés, checo, noruego y un poco de francés.
Mantuvo una relación con Nicolai Bjerrum Lersbryggen, con quien tiene una hija, Ella Bjerrum Lersbryggen (2007). Tuvo un hijo con el actor Alexander Skarsgård a finales de 2022.

## Carrera
Fue miembro de una banda conocida como "Rambo Allstars"; cantó a dueto con su hermano la canción "The Anchor Song". Apareció en el video musical "Vad är frihet?" del cantautor sueco Thomas Di Leva.
En 1996 se unió al elenco principal de la serie Skilda världar, donde dio vida a Nora Strandberg hasta el final de la serie en 2002.
En 2000 interpretó a Leonora "Nora" von Hancken en la miniserie sueca Herr von Hancken. El 23 de noviembre de 2004, fue nombrada por el príncipe Joaquín de Dinamarca para ser una de los cuatro embajadores suecos de "Hans Christian Andersen" para celebrar el bicentenario del natalicio del escritor y poeta danés Hans Christian Andersen.
En 2010 se unió al elenco principal de la serie Dag, donde dio vida a Eva Holsta, hasta el final de la serie en 2015. En 2013 interpretó por primera vez a la estudiante de literatura Puck Ekstedt en las películas Mördaren ljuger inte ensam, Kung Liljekonvalje av dungen, Inte flera mord, Rosor kyssar och döden, Farliga drömmar y su última aparición como Puck fue en Tragedi på en lantkyrkogård. Las películas formaron la franquicia de las películas de la franquicia "Crimes of Passion". En 2015 dio vida a Maria Pedersen en la película de guerra y drama Krigen. En 2016 se unió al elenco de la serie Nobel, donde interpretó a Johanne Riiser. Ese mismo año se unió al elenco de la película de drama e historia Kongens Nei, donde interpretó a la princesa Märtha Sofia Lovisa Dagmar Thyra de Suecia. En 2017 aparecerá en la película Borg/McEnroe, donde dará vida a la tenista rumana Mariana Simionescu, la primera esposa del tenista sueco Björn Borg.

## Filmografía[3]

### Películas
| Año  | Título                       | Personaje          | Notas |
| ---- | ---------------------------- | ------------------ | --- |
| 2018 | Intrigo: Death of an Author  | Mauritz            | junto a Ben Kingsley, Veronica Ferres, Michael Byrne, Benno Fürmann, Gordan Kicic y Erik Johansson                   |
| 2018 | Aniquilación                 | Cassie Sheppard    | junto a Natalie Portman                                                                                              |
| 2017 | Annihilation                 | Dra. Sheppard      | junto a Natalie Portman como Lena                                                                                    |
| 2017 | Borg/McEnroe                 | Mariana Simionescu | junto a Sverrir Gudnason, Shia LaBeouf, Stellan Skarsgård, Sverrir Gudnason y Robert Emms                            |
| 2016 | Kongens Nei                  | Marta de Suecia    | junto a Jesper Christensen, Anders B. Christiansen, Lage Kongsrud, Juliane Köhler, Rolf Kristian Larsen y Erik Hivju |
| 2015 | Krigen                       | Maria Pedersen     | junto a Pilou Asbæk, Dar Salim, Alex Høgh Andersen, Søren Malling y Charlotte Munck                                  |
| 2013 | Tragedi på en lantkyrkogård  | Puck Ekstedt       | junto a Linus Wahlgren, Ola Rapace, Reuben Sallmander, Katia Winter y Anastasios Soulis                              |
| 2013 | Farliga drömmar              | Puck Ekstedt       | junto a Linus Wahlgren, Ola Rapace, Claes Ljungmark, Joel Spira, Simon J. Berger y Vera Vitali                       |
| 2013 | Rosor kyssar och döden       | Puck Ekstedt       | junto a Linus Wahlgren, Ola Rapace, Andreas La Chenardière, Steve Kratz, Lisa Henni y Filip Berg                     |
| 2013 | Inte flera mord              | Puck Ekstedt       | junto a Linus Wahlgren, Ola Rapace, Anna Wallander, Fredrik Dolk y Annika Hallin                                     |
| 2013 | Kung Liljekonvalje av dungen | Puck Ekstedt       | junto a Linus Wahlgren, Ola Rapace, Ulric von der Esch, Victor von Schirach y Fredrik Dolk                           |
| 2013 | Mördaren ljuger inte ensam   | Puck Ekstedt       | junto a Linus Wahlgren, Ola Rapace, Andreas Utterhall, Gustaf Hammarsten y Peter Viitanen                            |
| 2011 | ID:A                         | Aliena / Ida       | junto a Carsten Bjørnlund, Flemming Enevold, Arnaud Binard, Rogier Philipoom y Jens Jørn Spottag                     |
| 2010 | Eat Pray Love                | Sofi               | junto a Julia Roberts, James Franco, Richard Jenkins, Billy Crudup, Viola Davis, Javier Bardem y Luca Argentero      |
| 2008 | Irene Huss - Guldkalven      | Sanna Kaegler      | junto a Angela Kovács, Reuben Sallmander, Dag Malmberg, Eric Ericson, Erik Bolin y Jens Hultén                       |
| 2006 | No. 2                        | Danish Maria       | junto a Ruby Dee y Mia Blake                                                                                         |

### Series de televisión
| Año                      | Título                               | Personaje                  | Notas                            |
| ------------------------ | ------------------------------------ | -------------------------- | -------------------------------- |
| 2022                     | The Kingdom Exodus (Miniserie de TV) | Anna                       | 5 episodios                      |
| 2016                     | Nobel                                | Johanne Riiser             | 8 episodios                      |
| 2010 - 2015              | Dag                                  | Eva Holstad                | 40 episodios                     |
| 2013 - 2014              | Kødkataloget                         | Erika                      | 10 episodios                     |
| 2012                     | The Spiral                           | Sigrid Thelin              | 5 episodios                      |
| 2009                     | 183 dagar                            | Emma                       | 6 episodios                      |
| 2008                     | Der Kommissar und das Meer           | Agneta                     | episodio "An einem einsamen Ort" |
| 2006                     | Snapphanar                           | Hedvig Sparre              | 3 episodios - miniserie          |
| 2000                     | Herr von Hancken                     | Leonora "Nora" von Hancken | 2 episodios - miniserie          |
| 1996 - 1999, 2000 - 2002 | Skilda världar                       | Nora Strandberg            | 113 episodios                    |
| 1996                     | Bullen                               | Tjejen                     | episodio "Kärlekstrassel"        |

### Directora
| Año                     | Título     | Notas                       |
| ----------------------- | ---------- | --------------------------- |
| 2010 - 2011, 2013, 2015 | Dag        | 4 episodios                 |
| 2014                    | Lilyhammer | episodio "The Minstrel Boy" |

### Equipo misceláneo
| Año  | Título            | Notas            |
| ---- | ----------------- | ---------------- |
| 2007 | Den sorte Madonna | detrás de cámara |

### Apariciones
| Año  | Título                    | Notas      |
| ---- | ------------------------- | ---------- |
| 1998 | Två år med Skilda världar | documental |

### Teatro
| Año  | Obra                  | Personaje (es) | Director (a)     | Teatro                 | Notas                                                                       |
| ---- | --------------------- | -------------- | ---------------- | ---------------------- | --------------------------------------------------------------------------- |
| 2003 | Limbo                 | -              | Margaretha Garpe | Stockholms Stadsteater | -                                                                           |
| 2002 | Dorian Grays Porträtt | -              | Johanna Garpe    | -                      | junto a Björn Åkesson, Hans-Peter Edh, Lottie Ejebrant y Bo-Christer Hjelte |
| 2001 | Rocky                 | -              | Martin Kellerman | Stockholms Stadsteater | -                                                                           |
| 1998 | Metamorfoser          | -              | Mathias Lafolie  | -                      | -                                                                           |

## Premios y nominaciones
| Año  | Categoría                                                                                         | Premio                                   | Película/Serie       | Resultado |
| ---- | ------------------------------------------------------------------------------------------------- | ---------------------------------------- | -------------------- | --------- |
| 2016 | Best Actress                                                                                      | Robert Award                             | Krigen               | Ganadora  |
| 2016 | Best Actress                                                                                      | Bodil Award                              | Krigen               | Nominada  |
| 2012 | Best Supporting Actress                                                                           | Robert Award                             | Sandheden om mænd    | Nominada  |
| 2012 | Best Supporting Actress                                                                           | Zulu Award                               | Sandheden om mænd    | Nominada  |
| 2012 | Best Actress                                                                                      | Robert Award                             | ID:A                 | Nominada  |
| 2012 | Best Actress                                                                                      | Zulu Award                               | ID:A                 | Nominada  |
| 2011 | Best Actress                                                                                      | Golden Screen Award                      | Dag                  | Ganadora  |
| 2006 | Best Actress                                                                                      | Guldbagge Award                          | Fyra veckor i juni   | Nominada  |
| 2006 | Best Supporting Actress                                                                           | Bodil Award                              | Bang Bang Orangutang | Nominada  |
| 2006 | Best Supporting Actress                                                                           | Guldbagge Award                          | Bang Bang Orangutang | Nominada  |
| 2006 | Best Supporting Actress                                                                           | Robert Award                             | Bang Bang Orangutang | Nominada  |
| 2004 | Best Ensemble Acting (junto a Mikael Persbrandt, Sam Kessel, Maria Bonnevie, Michael Nyqvist,...) | Silver Hugo Award                        | Dag och natt         | Ganadores |
| 2004 | Best Supporting Actress                                                                           | Robert Award                             | Midsommer            | Nominada  |
| 2004 | Best Actress                                                                                      | Festival Trophy Award                    | Den osynlige         | Ganadora  |
| 2003 | Best Actress                                                                                      | Guldbagge Award                          | Den osynlige         | Nominada  |
| 2002 | EFP Shooting Star                                                                                 | Berlin International Film Festival Award | -                    | Ganadora  |